# SIG-Sauer P220
La SIG-Sauer P220 es una pistola semiautomática diseñada y manufacturada en Suiza por SIG (Schweizerische Industrie Gesellschaft).

## Historia
La SIG P220 fue desarrollada por el ejército suizo para reemplazar a la SIG P210, la cual había sido desarrollada durante la Segunda Guerra Mundial. En la milicia suiza se le conoce como «Pistole Modell 75» (M75).
Para el desarrollo de la P220, SIG colaboró con J.P. Sauer & Sohn de Alemania, por lo que la P220 y todas las pistolas subsecuentes de SIG son propiamente conocidas como pistolas SIG-Sauer. La P220 opera por medio del método de acerrojamiento con retroceso corto, inventado por el pionero John Moses Browning.
En 1975, Suiza se convirtió en la primera nación en adoptar oficialmente la P220 como el modelo 75 (M75), en calibre 9 mm. Otras naciones que la adoptaron para uso militar fueron Japón y Dinamarca. Esta pistola fue la antecesora de la SIG P226.

## Características
También viene en las versiones P220R y P220ST con la base y los modelos R tienen un armazón de aleación de aluminio con la corredera de acero inoxidable (si son hechas en Estados Unidos por SIGARMS); en Alemania, las versiones de fabricación de armas todavía usan una corredera con un acabado pavonado); el modelo ST tiene una corredera y armazón de acero inoxidable. los modelos r y ST también tienen un riel de accesorios debajo de la corredera y del cañón, permitiendo el uso de accesorios como linterna táctica o un puntero láser. La P220 fue al principio importada a los Estados Unidos como la Browning Double Action (BDA) y luego como la P220. Fue vendida para los cartuchos 9 x 19 Parabellum, .38 Super (un modelo inusual), y .45 ACP. También es usada por fuerzas militares estadounidenses, como arma secundaria por el Servicio Secreto de los Estados Unidos, por el Ejército, el equipo SWAT NCI y diversas agencias policiales. Es un gran arma de apoyo en combate cercano.